# Devlin & Devlin
Devlin & Devlin (The Devlin Connection) è una serie televisiva statunitense in 13 episodi trasmessi per la prima volta nel corso di una sola stagione nel 1982.

## Trama
Brian Devlin, ex ufficiale dell'esercito, si imbatte in Nick Corsello, novello detective privato. Brian scopre che Nick è suo figlio, frutto di una sua relazione 28 anni prima con una donna, Nicole Corsello, e decide di aiutarlo nei casi in cui viene coinvolto.

## Personaggi
- Brian Devlin (13 episodi, 1982), interpretato da	Rock Hudson.
- Nick Corsello (13 episodi, 1982), interpretato da	Jack Scalia.
- Lauren Dane (13 episodi, 1982), interpretata da	Leigh Taylor-Young, segretaria di Brian Devlin.
- tenente Earl Borden (13 episodi, 1982), interpretato da	Louis Giambalvo.
- Mrs. Watanabe (13 episodi, 1982), interpretata da	Takayo, cuoca e governante di Brian
- Otis Barnes (13 episodi, 1982), interpretato da	Herbert Jefferson Jr., amico di Nick e proprietario di un nightclub.

## Produzione
La serie fu prodotta da Viacom Productions. Nan Schwartz fu candidato per un Emmy Award nel 1983 per la colonna sonora dell'episodio Ring of Kings, Ring of Thieves.

### Registi
Tra i registi della serie sono accreditati:
- Christian I. Nyby II (3 episodi, 1982)
- Barry Crane (2 episodi, 1982)
- James Frawley (2 episodi, 1982)
- Bernard L. Kowalski (2 episodi, 1982)

## Distribuzione
La serie fu trasmessa negli Stati Uniti nel 1982 sulla rete televisiva NBC. 
In Italia è stata trasmessa con il titolo Devlin & Devlin su Canale 5.
Alcune delle uscite internazionali sono state:
- negli Stati Uniti il 2 ottobre 1982 (The Devlin Connection)
- in Francia il 28 gennaio 1988 (Devlin Connection)
- in Italia (Devlin & Devlin)
- in Spagna (El contacto Devlin)

## Episodi
| Stagione       | Episodi | Prima TV USA |
| -------------- | ------- | ------------ |
| Prima stagione | 13      | 1982         |